# (2033) Basilea
(2033) Basilea es un asteroide perteneciente al cinturón de asteroides descubierto por Paul Wild el 6 de febrero de 1973 desde el Observatorio de Berna-Zimmerwald, Suiza.

## Designación y nombre
Basilea recibió inicialmente la designación de 1973 CA.
Posteriormente se nombró por la ciudad suiza de Basilea.

## Características orbitales
Basilea orbita a una distancia media de 2,226 ua del Sol, pudiendo acercarse hasta 1,978 ua y alejarse hasta 2,473 ua. Su inclinación orbital es 8,466° y la excentricidad 0,111. Emplea en completar una órbita alrededor del Sol 1213 días.